# Palm Bay
Palm Bay är en stad (city) i Brevard County, i delstaten Florida, USA. Enligt United States Census Bureau har staden en folkmängd på 103 227 invånare (2011) och en landarea på 170 km².